# 生駒駅
生駒駅（いこまえき）は、奈良県生駒市元町一丁目にある、近畿日本鉄道（近鉄）の駅である。生駒鋼索線の鳥居前駅（Y17）と相互連絡駅。駅長配置駅である。第4回近畿の駅百選認定駅。

## 利用可能な鉄道路線
- 近畿日本鉄道
  - 奈良線 - 駅番号はA17
  - 生駒線 - 駅番号はG17
  - けいはんな線 - 駅番号はC27

2009年に阪神なんば線が開業して以降、奈良線とけいはんな線のどちらを利用しても九条駅（大阪府大阪市）へ行くことができるようになった。

## 歴史
- 1914年（大正3年）4月30日：大阪電気軌道（現在の近鉄奈良線）の生駒駅が、同線の上本町駅（現・大阪上本町駅） - 奈良駅（現・近鉄奈良駅）間開業時に設置[1]。
- 1926年（昭和元年）12月28日：信貴生駒電鉄（現在の近鉄生駒線）元山上口 - 仮新生駒間開業[2]。
- 1927年（昭和2年）4月1日：信貴生駒電鉄の仮新生駒駅から延伸し生駒駅[3]が開業、仮新生駒駅廃止[2][4]。
- 1928年（昭和3年）8月：大阪電気軌道の生駒駅が大軌生駒駅に改称[5][6]。
- 1941年（昭和16年）3月15日：大阪電気軌道が参宮急行電鉄と合併し、関西急行鉄道発足[1]。大軌生駒駅が関急生駒駅に改称[4]。
- 1944年（昭和19年）6月1日：関西急行鉄道が戦時統合により近畿日本鉄道に改組[1]。関急生駒駅が近畿日本生駒駅に改称[4]。
- 1956年（昭和31年）12月13日：生駒線の駅を奈良線の駅に統合[4]。
- 1964年（昭和39年）
  - 7月23日：新生駒トンネル完成に伴い石切 - 当駅間を新線に切り替え。
  - 10月1日 - 近畿日本鉄道が信貴生駒電鉄を合併し、生駒線とする[2]。これにより近鉄単独駅となる。同月奈良線の駅は近畿日本生駒駅から生駒駅に改称[5]。
- 1971年（昭和46年）4月1日：定期券専用自動改札機を設置し、供用開始[7]。
- 1972年（昭和47年）11月7日：この日より、従前より通過していた無料特急を改称の上新設された「快速急行」の停車駅となる。
- 1976年（昭和51年）のダイヤ改正までは平日朝ラッシュ上りのみ快速急行は通過、ダイヤ改正以降終日停車駅となる。
- 1973年（昭和48年）9月：ダイヤ改正により新設された有料特急の停車駅となる。
- 1986年（昭和61年）10月1日：東大阪線（現在のけいはんな線）長田 - 当駅間開業[2]。
- 2001年（平成13年）2月1日：SF（ストアードフェア）システムの導入および「スルッとKANSAI」対応カードの取り扱い開始に伴い、当駅における「途中下車指定駅」の制度が廃止される。
- 2006年（平成18年）
  - 3月21日：けいはんな線開業に先立ち、東大阪線ホームに接近・発車メロディ導入。
  - 3月27日：けいはんな線当駅 - 学研奈良登美ヶ丘間開業。同時に旧東大阪線区間もけいはんな線に改称[2]。
- 2007年（平成19年）4月1日：PiTaPa利用開始[8]。
- 2020年（令和2年）2月26日：3番線と5番線の接近・発車の案内放送が更新。

## 駅構造
島式ホーム3面6線を持つ地上駅で、橋上駅舎を有している。けいはんな線、奈良線、生駒線にホームが1面ずつ割り当てられている。橋上駅舎は東西双方に設けられているが、西駅舎は生駒線ホームに直接つながっていない。駅東端に改札内地下連絡通路が設けられている。近年の改修により各ホームおよび駅南北側それぞれにエレベーターが整備され、バリアフリー化が図られている。けいはんな線と奈良線・生駒線の間には中間改札がある。
トイレは中央改札内、西改札内にある。
生駒線ホームの5番線のみ奈良線と線路が繋がっており、奈良線の新生駒トンネル出入り口付近には渡り線が設置してあるため、生駒線の列車はこの渡り線を使って車両回送が行われている。
近鉄リテーリングが運営する有人売店設置駅（ファミリーマート近鉄生駒駅改札内橋上店、同改札外橋上店）に指定されている。上記のコンビニ以外に、駅構内・改札外にマネケン（ワッフル専門店）が構内にクックハウス（パン屋）が営業し、またKCNマルチビジョンがある。
構内には生駒市内鬼取町にある「鬼工房」による、”駅構内に良い気が巡るよう、大地のエネルギーをこめたデザイン”の目玉形の陶製のオブジェがある。

### のりば
| のりば               | 路線           | 方向 | 行先                                         |
| -------------------- | -------------- | ---- | -------------------------------------------- |
| けいはんな線のりば   |                |      |                                              |
| 1                    | C けいはんな線 | 下り | 学研奈良登美ヶ丘方面                         |
| 2                    | C けいはんな線 | 上り | 長田・本町・大阪港・コスモスクエア・夢洲方面 |
| 奈良線・生駒線のりば |                |      |                                              |
| 3                    | A 奈良線       | 下り | 近鉄奈良・天理・京都方面                     |
| 4                    | A 奈良線       | 上り | 大阪上本町・大阪難波・神戸三宮方面           |
| 5・6                 | G 生駒線       | 下り | 信貴山下・王寺方面                           |

- 東大阪線（現・けいはんな線）ホームが設置される前は奈良線は相対式ホームだった。生駒線は、信貴生駒電鉄時代から引き継いだ大きな屋根付きホームが残っていた。

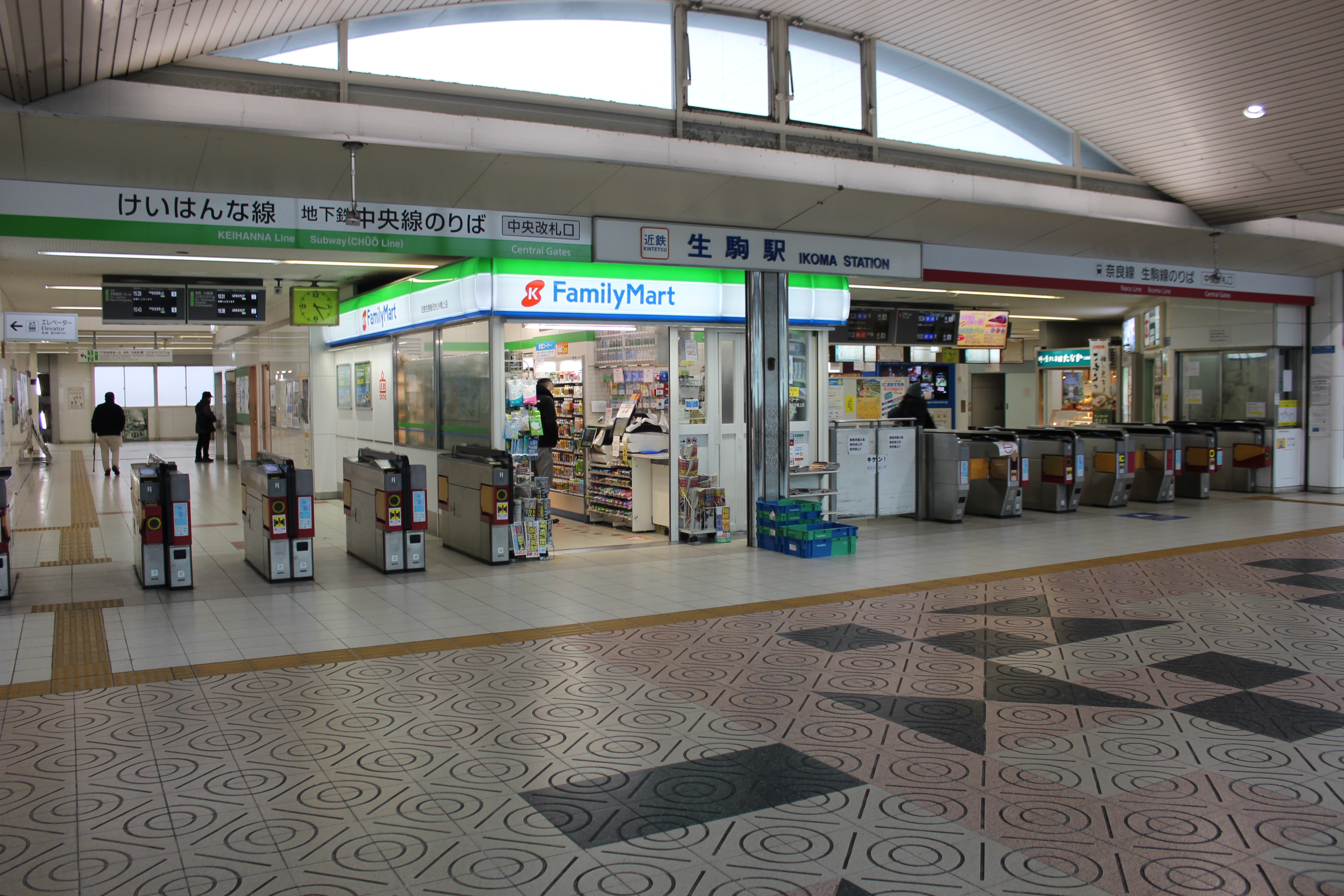
中央改札口
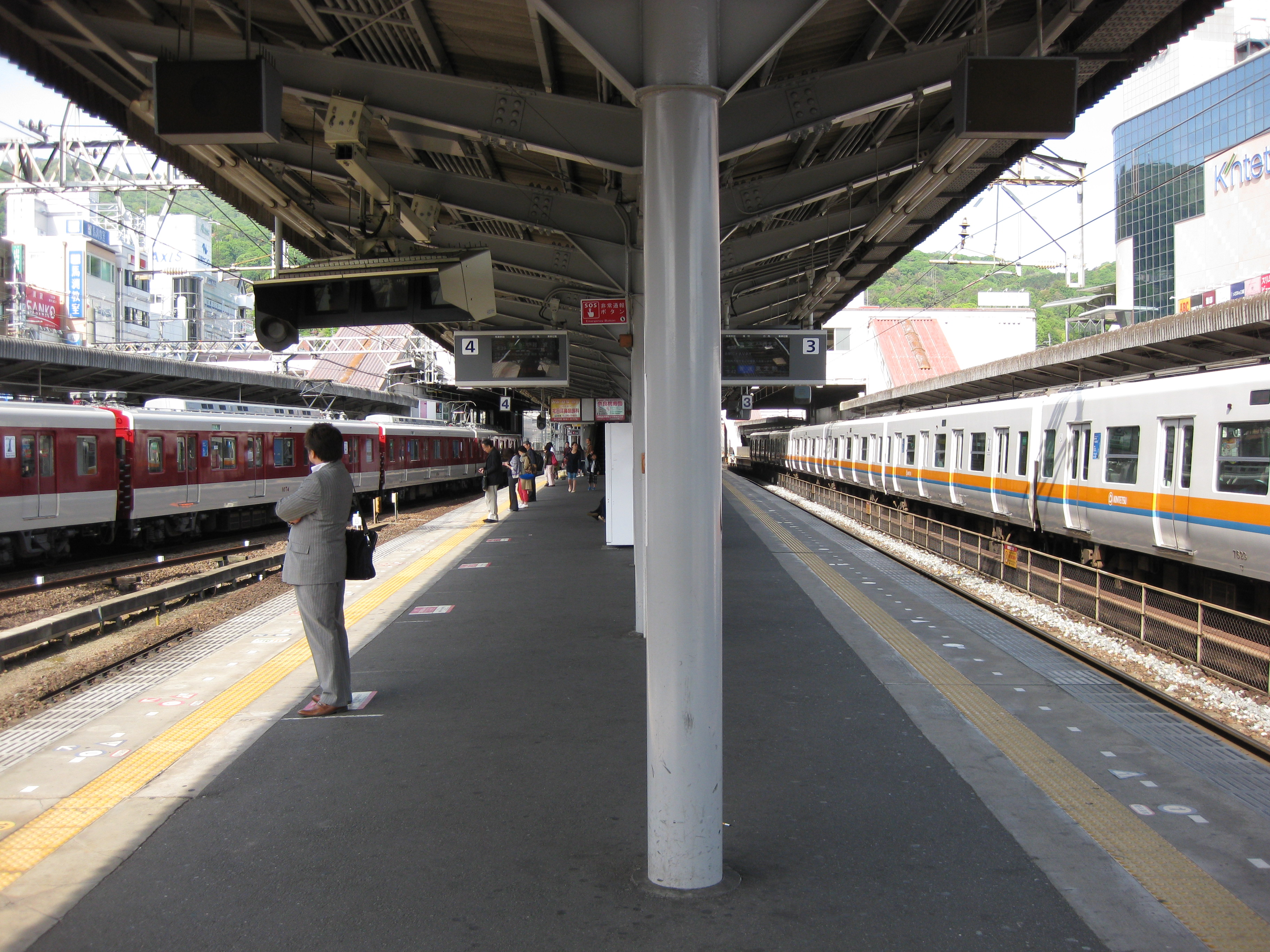
ホーム
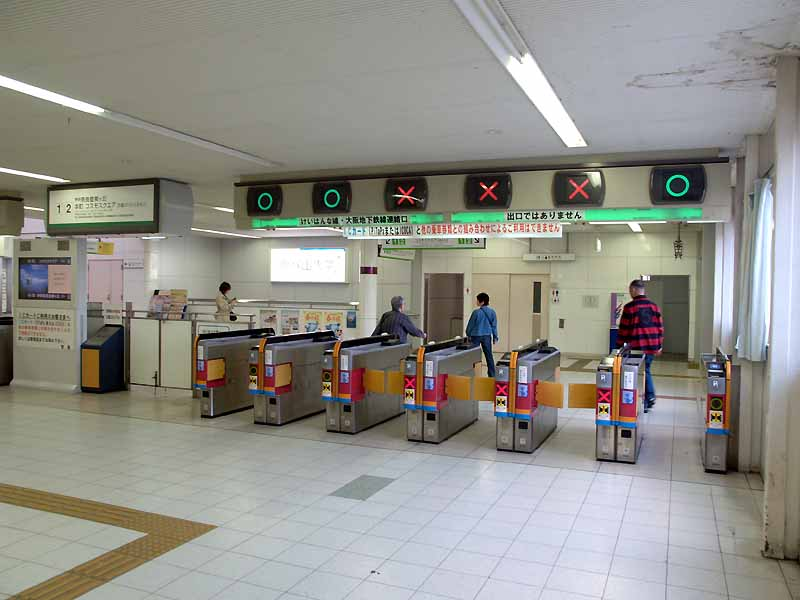
けいはんな線と奈良線・生駒線の乗り換え改札

## 特徴
ダイヤ面
- 奈良線・けいはんな線・生駒線とも全ての定期旅客列車が停車する。
- 大阪難波駅方面への特急および快速急行は当駅を発車すると鶴橋駅まで停車しないため、当駅にて準急以下の列車との接続が考慮されている。
- 朝に1本のみ、6:01発の当駅始発奈良行き快速急行の設定がある。この列車は東花園からの10両編成の回送列車を営業運転するものである。
- 夜間に1本、当駅始発の大和西大寺行き普通電車が設定されている。これは生駒線で運転していた車両が西大寺検修車庫に回送として営業運転するものである。

営業面
- 特急券は専用の自動発売機、駅窓口で即時購入が可能。なお、奈良線ホームには直前に発車する列車の特急券のみ対応する特急券自動発売機が設置されている。定期券は黒の券売機で購入が可能で窓口による定期券サポートにも対応する。
- 駅長が置かれ、奈良線は当駅と東生駒駅、生駒線は菜畑駅から東山駅間、けいはんな線は当駅含む荒本駅から学研奈良登美ヶ丘駅間、生駒鋼索線は鳥居前駅から生駒山上駅間を管理している。

## 当駅乗降人員
近年における特定日の当駅乗降人員は以下の通り。
- 2005年11月8日：52,048人
- 2008年11月18日：49,856人
- 2010年11月9日：48,220人[近鉄 1]
- 2012年11月13日：47,700人[近鉄 2]
- 2015年11月10日：49,283人[近鉄 3]
- 2018年11月13日：47,254人[近鉄 4]
- 2021年11月9日：40,466人[近鉄 5]
- 2022年11月8日：42,661人[近鉄 6]
- 2023年11月7日：42,929人[近鉄 7]

## 利用状況
近年の1日平均の乗車人員は以下の通りである。（1964年までは現近鉄奈良線と信貴生駒電鉄生駒駅（1916年は仮生駒駅））
| 年度               | 1日平均 乗車人員 |
| ------------------ | ---------------- |
| 1916年（大正05年） | 1,462            |
| 1926年（大正15年） | 8,426            |
| 1930年（昭和05年） | 5,040            |
| 1950年（昭和25年） | 7,518            |
| 1965年（昭和40年） | 12,198           |
| 1980年（昭和55年） | 17,902           |
| 1985年（昭和60年） | 19,767           |
| 1986年（昭和61年） | 20,707           |
| 1987年（昭和62年） | 21,059           |
| 1988年（昭和63年） | 21,796           |
| 1989年（平成元年） | 22,061           |
| 1990年（平成02年） | 22,822           |
| 1991年（平成03年） | 23,516           |
| 1992年（平成04年） | 23,617           |
| 1993年（平成05年） | 23,607           |
| 1994年（平成06年） | 23,618           |
| 1995年（平成07年） | 24,052           |
| 1996年（平成08年） | 24,652           |
| 1997年（平成09年） | 25,696           |
| 1998年（平成10年） | 25,380           |
| 1999年（平成11年） | 25,337           |
| 2000年（平成12年） | 25,192           |
| 2001年（平成13年） | 25,444           |
| 2002年（平成14年） | 24,751           |
| 2003年（平成15年） | 24,425           |
| 2004年（平成16年） | 24,034           |
| 2005年（平成17年） | 23,746           |
| 2006年（平成18年） | 23,722           |
| 2007年（平成19年） | 23,189           |
| 2008年（平成20年） | 22,989           |
| 2009年（平成21年） | 22,380           |
| 2010年（平成22年） | 22,150           |
| 2011年（平成23年） | 21,887           |
| 2012年（平成24年） | 21,918           |
| 2013年（平成25年） | 22,368           |
| 2014年（平成26年） | 22,232           |
| 2015年（平成27年） | 22,579           |
| 2016年（平成28年） | 22,602           |
| 2017年（平成29年） | 22,808           |
| 2018年（平成30年） | 22,505           |
| 2019年（令和元年） | 22,591           |
| 2020年（令和02年） | 17,612           |
| 2021年（令和03年） | 18,646           |
| 2022年（令和04年） | 20,086           |

## 駅周辺
南口は古くから宝山寺参道の門前町であり、特に鉄道開業後は門前町としての賑わい・風格が増し、周辺地域の交通、商業の中心地として発達した。
また、高い利便性から戦前から積極的に宅地開発が行われ、現在では関西有数のお屋敷街となっており、駅周辺にも瀟洒な住宅街が広がっている。
北口は駅前に木造低層住宅が密集する地域であったが、まず1997年に生駒市の新たな玄関口として再開発し、近鉄百貨店などが入店するアントレいこまが開業した。次にその周辺地区の再開発も行われ、2014年「ベルテラスいこま」などが開業した。第二期の再開発は、“時宜を得た連鎖型再開発事業”として、日本都市計画学会の関西まち賞に選ばれた。一方で、山側では三勝園など戦前からのからの邸宅街が広がっている他、駅を中心に土地の起伏を生かして住宅地が広がる。
駅南口商店街の「ぴっくり通り」は、近年の北口の再開発などを受け小売店数は減少し、代わってマンションの建設が相次いでいる。そこで関西でいち早く「100円商店街」を取り入れるなど、ぴっくり通りを中心に商店街の活性化が図られている。
駅周辺の商業施設には、飲食店のほか、幅広い層を対象とした学習塾、予備校が集中する文教地区の面も持つ。特に奈良県を中心に教室を持つKECゼミナールの、創業地、本部がある。
生駒市の中心駅であるため、市役所やメディカルセンター、 たけまるホール（旧中央公民館）など公共施設も付近多い。

### 北口

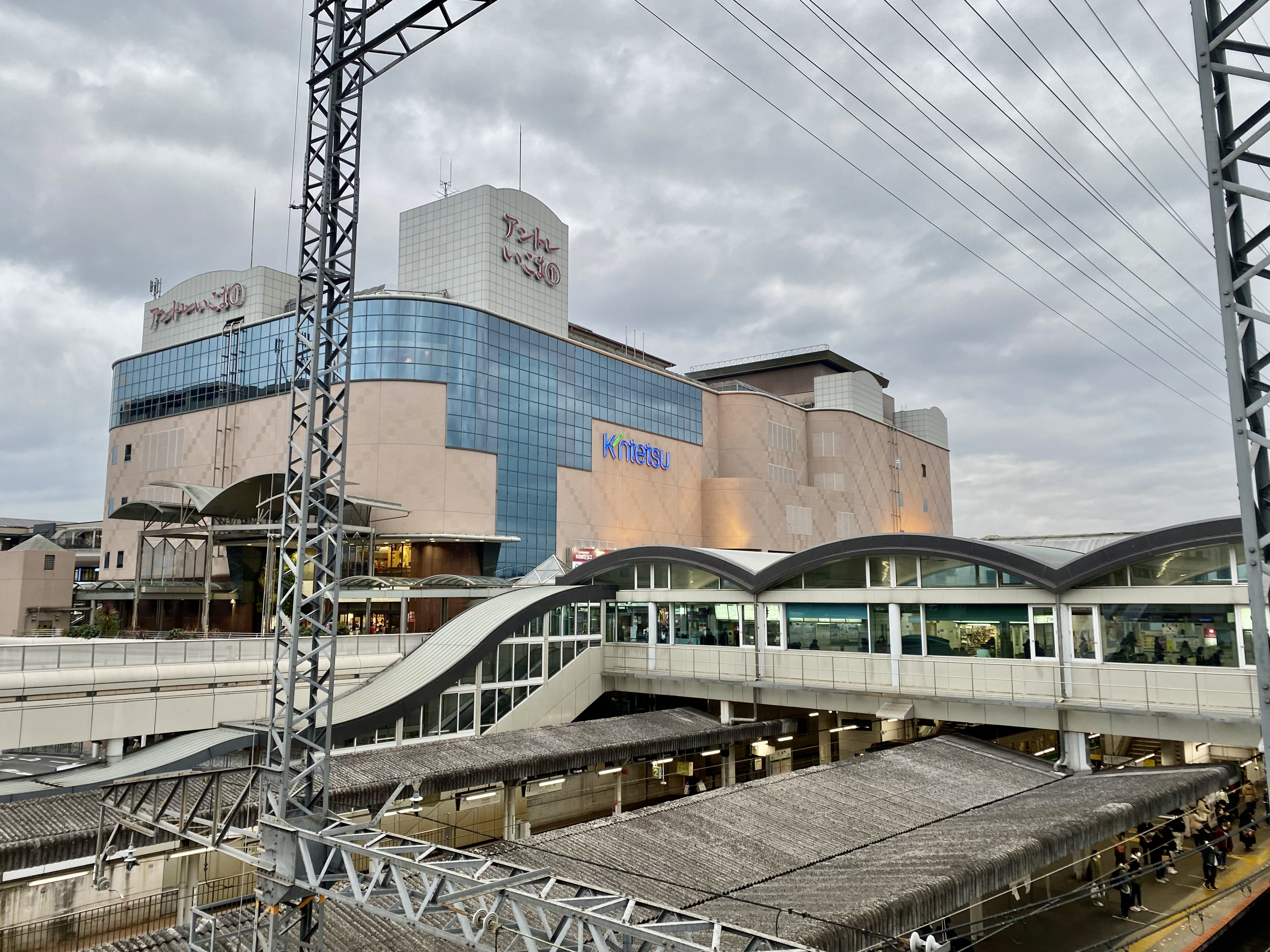
アントレいこま（近鉄百貨店生駒店）

周辺は商業施設の他に閑静な住宅街が広がる。寺社も多い。
- たけまるホール（旧生駒市中央公民館）
- 生駒市芸術会館美楽来
- アントレいこま①
  - 近鉄百貨店生駒店
- アントレいこま②
  - みずほ銀行生駒支店
- ベルテラスいこま
  - KINSHO新生駒店
  - 生駒駅前図書室〜木田文庫〜
  - 生駒市アンテナショップ「おちやせん」
- 生駒郵便局
  - ゆうちょ銀行生駒店
- 南都銀行生駒支店・生駒南支店
- 成城石井 近鉄生駒店
- 万代 生駒店
- 奈良信用金庫 生駒支店

### 南口
周辺は商店の他に閑静な住宅街が広がる。
- 生駒鋼索線鳥居前駅（地上部は生駒警察署近鉄生駒駅前交番）
- 生駒市役所
- 生駒市コミュニティーセンター（セイセイビル）
- グリーンヒルいこま
- ぴっくり通り商店街
- 生駒本町郵便局
- 三井住友銀行生駒支店
- 宝山寺表参道
- 緑ヶ丘美術館
- 生駒健民運動場

## バス路線
北口・南口それぞれにのりばがあり、奈良交通の路線バスが発着。停留所名はそれぞれ「生駒駅北口」「生駒駅南口」。全て北大和営業所の担当。
生駒市のコミュニティバス「たけまる号」は奈良交通のほかに生駒交通が運行するものもある。これも北口・南口それぞれに発着系統を有する。
| のりば | のりば | 路線名             | 系統・行先                 | 備考                                        |
| ------ | ------ | ------------------ | -------------------------- | ------------------------------------------- |
| 北口   | 1      | 北田原線           | 82系統：北田原             |                                             |
| 北口   | 1      | 上町生駒線         | 189系統：学研北生駒駅      | 午後以降に少数の運行（土休日は深夜2本のみ） |
| 北口   | 1      | 生駒台循環線       | 77系統：生駒台循環外回り   |                                             |
| 北口   | 1      | 生駒台循環線       | 84系統：生駒台             | 土休日夕方1本のみ運行                       |
| 北口   | 2      | 生駒台循環線       | 78系統：生駒台循環内回り   |                                             |
| 北口   | 2      | 生駒台循環線       | 80系統：新生駒台北口       | 平日夕方2本のみ運行                         |
| 南口   | 1      | 旭ヶ丘線           | 90系統：中菜畑二丁目       |                                             |
| 南口   | 1      | 東生駒団地線       | 63系統：小瀬保健福祉ゾーン | 主に日中に運行                              |
| 南口   | 1      | ひかりが丘住宅線   | 168系統：ひかりが丘        |                                             |
| 南口   | 1      | 生駒ニュータウン線 | 64系統：あすか野センター   |                                             |
| 南口   | 1      | 生駒ニュータウン線 | 65系統：あすか野センター   | 日中に運行。あすか野南経由                  |
| 南口   | 1      | 生駒ニュータウン線 | 165系統：白庭台駅          | 土休日深夜1本のみ運行                       |
| 南口   | 2      | パークヒルズ田原線 | 79系統：田原台一丁目       | 北谷公園経由                                |
| 南口   | 2      | パークヒルズ田原線 | 85系統：田原台九丁目西     | 平日朝夕のみ運行                            |
| 南口   | 2      | パークヒルズ田原線 | 86系統：田原台一丁目       | 田原台八丁目経由                            |
| 南口   | 2      | パークヒルズ田原線 | 96系統：田原台一丁目       | 田原台八丁目・田原台九丁目西経由            |

## 隣の駅
近畿日本鉄道
A 奈良線
- □特急停車駅

■快速急行
鶴橋駅 (A04) - 生駒駅 (A17) - 学園前駅 (A20)
■急行
石切駅 (A16) - 生駒駅 (A17) - 学園前駅 (A20)
■準急・■区間準急・■普通
石切駅 (A16) - 生駒駅 (A17) - 東生駒駅 (A18)
- 東大阪市花園ラグビー場で大きな試合がある際に、快速急行の一部が東花園駅 (A12)に臨時停車することがある。
- 1964年の生駒トンネル切り替え以前は、石切駅と当駅の間に孔舎衛坂駅が存在した。

G 生駒線（全列車各駅に停車）
生駒駅 (G17) - 菜畑駅 (G18)
C けいはんな線（全列車各駅に停車）
新石切駅 (C26) - 生駒駅 (C27) - 白庭台駅 (C28)
- 括弧内は駅番号を示す。